# Михайлов, Фёдор Прокофьевич
Фёдор Проко́фьевич Миха́йлов — советский хозяйственный, государственный и политический деятель.

## Биография
Родился в 1921 году в Грайвороне. Член КПСС.
С 1941 года — на хозяйственной, общественной и политической работе. В 1941—1983 гг. — учитель, директор средней школы, инспектор районо, секретарь
Карагандинского горкома, обкома ЛКСМК, ответственный секретарь газеты «Социалистическая Караганда», слушатель АВПШ, главный редактор Казахского радио, заведующий сектором, руководитель лекторской группы, заместитель заведующего отделом пропаганды и агитации ЦК Компартии Казахстана, главный редактор газеты «Казахстанская правда», главный редактор журнала «Партийная жизнь Казахстана».
Избирался депутатом Верховного Совета Казахской ССР 7-го, 8-го и 9-го созывов.
Умер в 2005 году.